# Indriðason
Indriðason ist ein isländischer Name.

## Bedeutung
Der Name ist ein Patronym und bedeutet Sohn des Indriði. Die weibliche Entsprechung ist Indriðadóttir.

## Namensträger
- Andrés Indriðason (1941–1920), isländischer Produzent (u. a. Áramótaskaupið) und Autor
- Arnaldur Indriðason (* 1961), isländischer Schriftsteller
- Indriði Indriðason (1883–1912), isländisches Medium